# San Felice sul Panaro
San Felice sul Panaro är en ort och kommun i provinsen Modena i regionen Emilia-Romagna i Italien. Kommunen hade 10 862 invånare (2018).